# Pierre Gringoire
Pierre Gringoire (1475? - 1538) là một nhà thơ và nhà viết kịch nổi tiếng của Pháp. Ông được sinh ra ở Thury-Harcourt, Normandy, ngày và nơi mất chính xác của ông hiện không rõ. Tác phẩm đầu tiên của ông là Le Chasteau de Labour (1499), một bài thơ ngụ ngôn.
Từ 1506 đến 1512, ông làm một người quản lý diễn viên và nhà viết kịch ở Paris. Trong khoảng thời gian này, ông đã viết tác phẩm các vở kịch trào phúng cho đoàn hài kịch nổi tiếng Confrérie des Enfants Sans Souci hay Sots. Trong khi ở Paris, ông đã lấy lòng được Louis XII và đã mời đoàn hài kịch đến diễn trò. Căng thẳng giữa Pháp và Rome đã hình thành trong giai đoạn này, cuối cùng dẫn đến những cuộc Chiến tranh Italia và sự thành lập Liên minh Công giáo năm 1511. Gringoire đã viết nhiều bản cáo trạng gay gắt về Giáo hoàng Julius II, như là La Chasse du cerf des cerfs (1510) và bộ ba Le Jeu du Prince des Sots et Mère Sotte.
Sau thời gian ở Paris, ông đã viết một vở kịch tôn giáo về Louis IX, Vie Monseigneur Sainct Loys par personnaiges (1514) cho hội thợ xây và thợ mộc ở Paris. Đây được xem là tác phẩm thành công nhất của ông.

## Cuộc sống cá nhân
Gringoire dời đến Lorraine năm 1518, và kết hôn với Catherine Roger.

### Tôn giáo
Mặc dù viết nhiều tác phẩm đả kích giáo hoàng, Gringoire là một người công giáo mộ đạo. Một trong những tác phẩm sau này của ông, Blazon des hérétiques (1524) đã đả kích những người dị giáo và những người lãnh đạo của phong trào Cải cách Tin Lành, bao gồm Martin Luther.

## Trong văn hoá đại chúng
Gringoire là nhân vật chính trong tiểu thuyết của Victor Hugo, Thằng gù nhà thờ Đức Bà. Ông không xuất hiện trong tác phẩm chuyển thể của Disney hay phần 2 của nó. Ông cũng xuất hiện trong tác phẩm Gringoire (1866) của Théodore de Banville.